# Zawadzkie
Zawadzkie [zaˈvat͡skjɛ] (deutsch Zawadzki, 1936–1945: Andreashütte) (SchlesischZŏwadzke) ist eine Stadt in der Stadt- und Landgemeinde Zawadzkie im Powiat Strzelecki der Woiwodschaft Opole in Polen. Sie ist zugleich Verwaltungssitz der Gemeinde Zawadzkie. Die Stadt hat etwa 7300 Einwohner, die gleichnamige Gemeinde etwa 11.500.

## Geografie
Zawadzkie liegt etwa 40 Kilometer südöstlich von Opole und 55 Kilometer nordwestlich von Katowice am Fluss Malapane.

## Geschichte

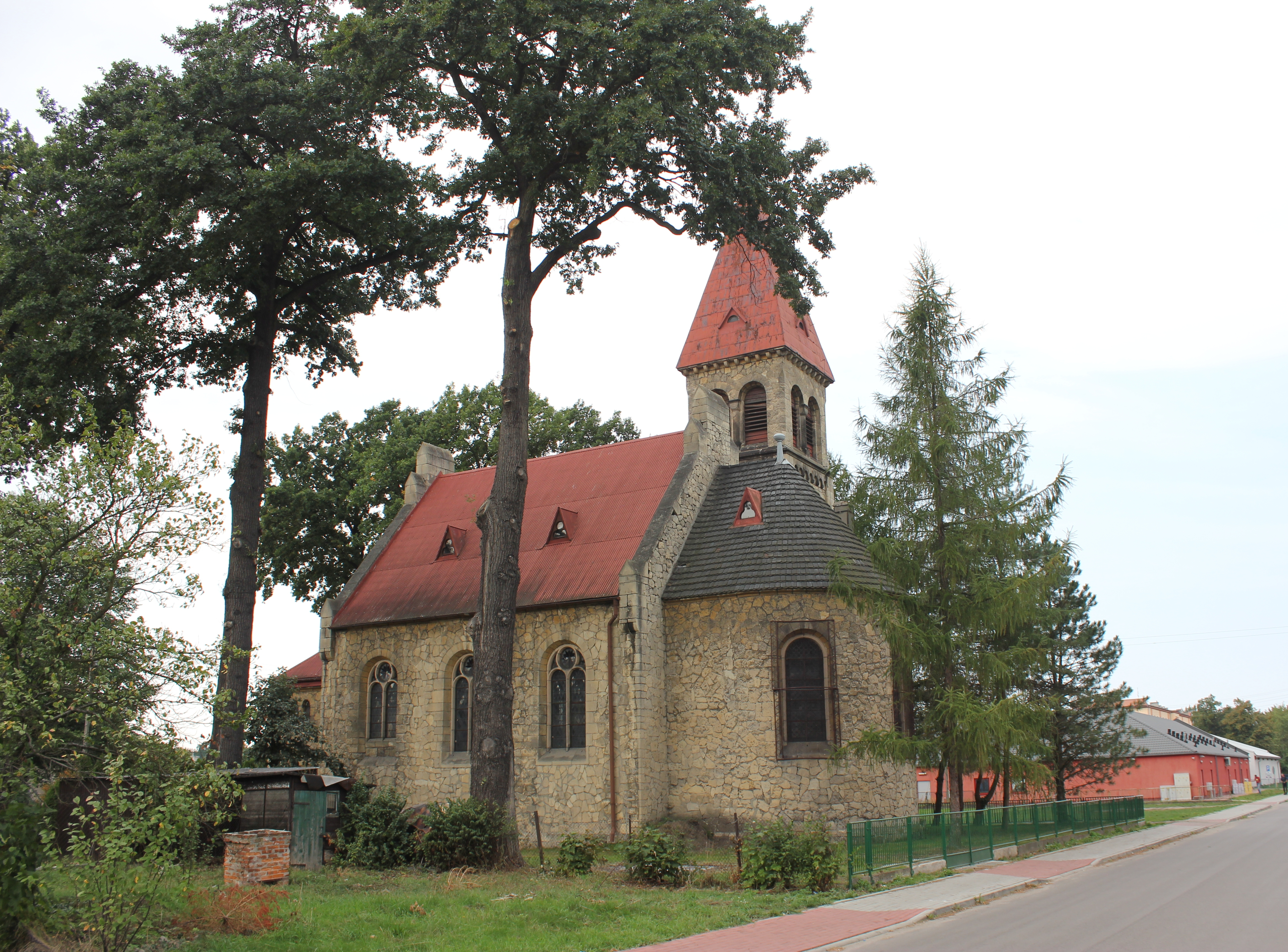
Evangelische Martin-und-Katharina-Luther-Kirche

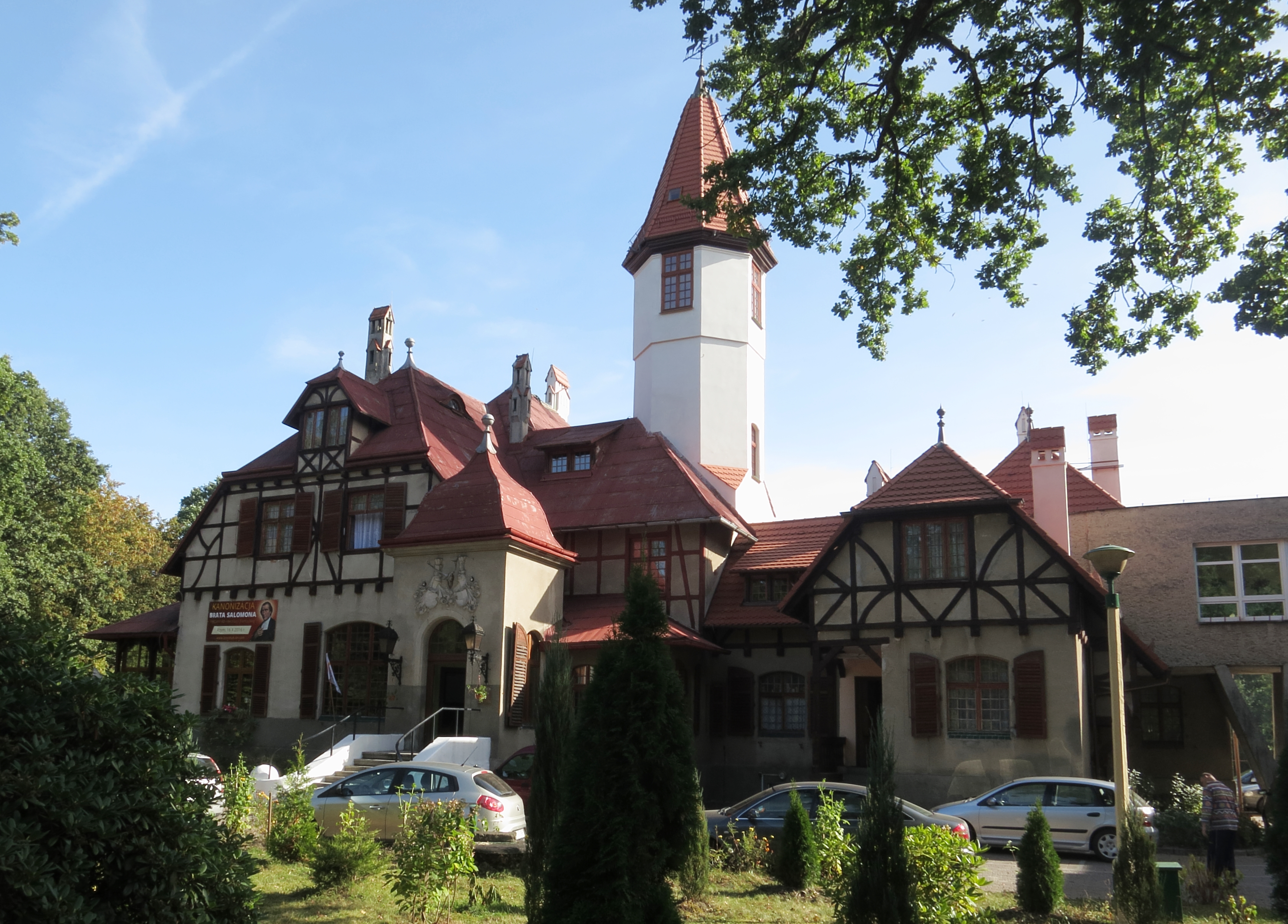
Jagdschloss Malepartus

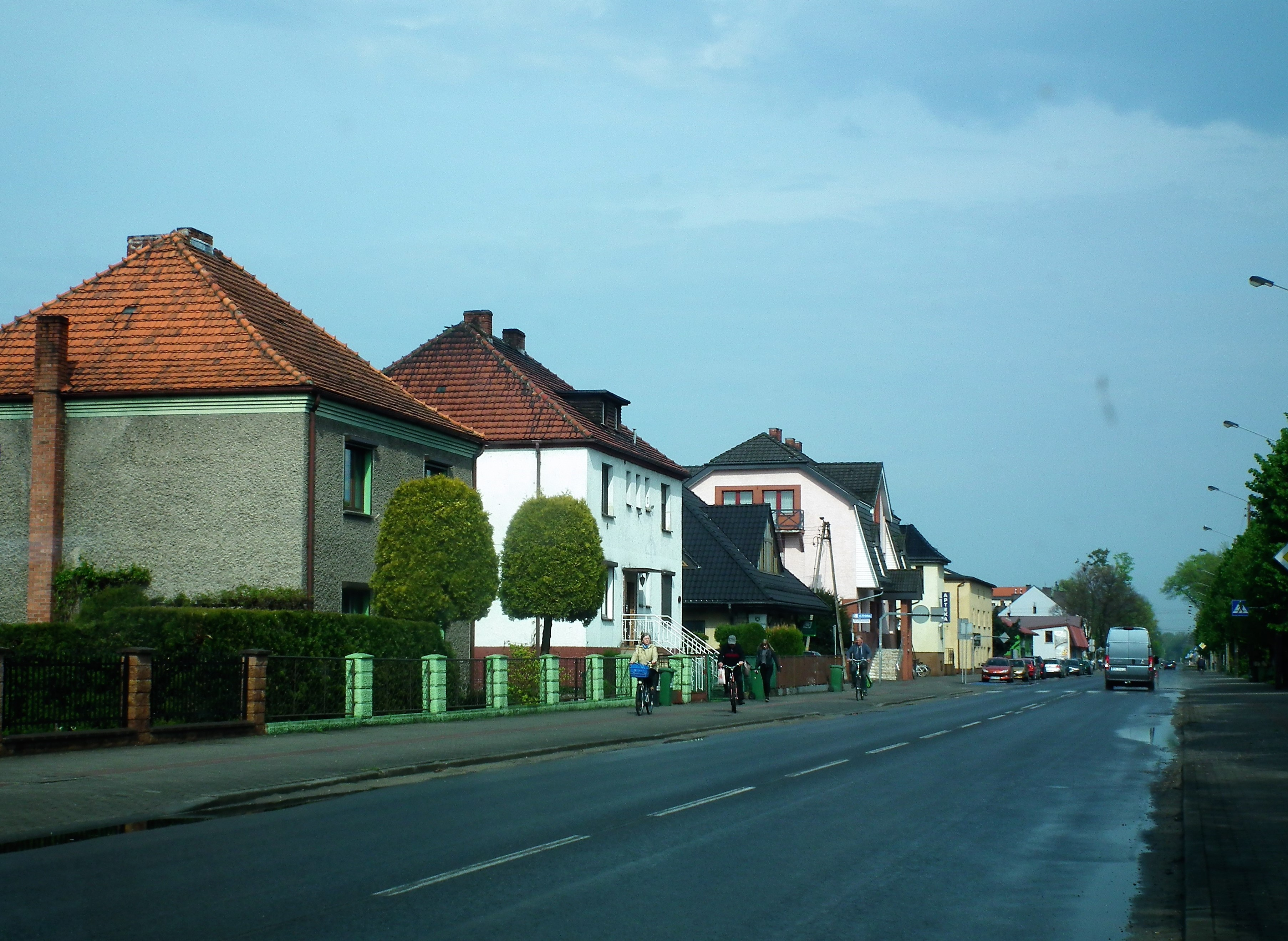
Ortsansicht

Die Gründung von Zawadzki erfolgte in der Blütezeit des oberschlesischen Eisenhüttenwesens entlang der Malapane. Andreas Graf von Renard auf Groß Strehlitz, der Besitzer der Hütten in Kolonnowska und Vossowska, ließ 1836 in seinen Wäldern eine weitere Frischhütte mit Werkssiedlung errichten, die nach seinem Generalbevollmächtigten Franz von Zawadzki Zawadzkiwerk genannt wurde. Renard ließ auch eine Straße bauen, die (gräflich) Renardsche Chaussee, die von Oppeln über Malapane, Kolonnowska und Tworog nach Tarnowitz führt. Außerdem entstanden sechs Frischfeuer und eine amerikanische Mühle. 1841 wurde das Hüttenwerk um ein Stahlwerk erweitert. Zur Versorgung der Hütten und Hämmer mit Wasserkraft entstand der 8 km lange Hüttenkanal, der außer dem Zawadzkiwerk auch Kolonnowska und Vossowska versorgte. Die Arbeitskräfte wurden aus den westlichen Landesteilen Preußens angeworben. Dadurch entstand in Zawadzki, auch in Kolonnowska und Kruppamühle, eine evangelische Diaspora im ansonsten mehrheitlich katholischen Oberschlesien.
1855 erwarb die Berg- und Hüttengesellschaft Minerva das Zawadzkiwerk von Renard. Unter der Minerva überholte Zawadzki, wie das Werk seit 1857 genannt wurde, Kolonnowska an Bedeutung als Hüttenstandort. Seit 1857 hat der Ort einen Eisenbahnanschluss nach Tarnowitz, 1858 war die Strecke bis Oppeln vollendet. 1865 besaß Zawadzki eine Polizeiverwaltung, eine evangelische Privatschule und ein Denkmal für Franz von Zawadzki. Der Ort war Sitz der Generalverwaltung der Gesellschaft Minerva. Die Protestanten waren nach Groß Strehlitz eingepfarrt. 1871 wurde die Oberschlesische Eisenbahnbedarfs AG Besitzer des Werkes.
Bei der Volksabstimmung in Oberschlesien am 20. März 1921 stimmten im Ort 778 Wahlberechtigte (40,1 Prozent) für einen Verbleib bei Deutschland und 1156 Wahlberechtigte (59,6 Prozent) für eine Zugehörigkeit zu Polen. Die Wahlbeteiligung betrug 98,5 Prozent, es wurden vier ungültige Stimmen (0,2 Prozent) gezählt. Zawadzki verblieb nach der Teilung Oberschlesiens beim Deutschen Reich. Bei dem am 3. Mai 1921 von Wojciech Korfanty initiierten Dritten polnischen Usurpantenaufstand fanden in Zawadzki schwere Kämpfe statt. Infolge der Teilung Oberschlesiens im Jahre 1922 erlitt das Werk schwere wirtschaftliche Verluste. Es befand sich dadurch plötzlich am Rande des Deutschen Reiches, keine fünf Kilometer von der polnischen Landesgrenze entfernt. 1936 wurde der Ort im Zuge einer Welle von Ortsumbenennungen der NS-Zeit in Andreashütte umbenannt. Im Jahre 1944 wurden in der Hütte 4700 Mitarbeitende beschäftigt. Bis 1945 befand sich der Ort im Landkreis Groß Strehlitz und war evangelischer Pfarrort.
1945 kam der bis dahin deutsche Ort unter polnische Verwaltung, wurde in Zawadzkie umbenannt und der Woiwodschaft Schlesien angeschlossen. 1950 wurde es der Woiwodschaft Opole eingegliedert. Seit 1962 hat Zawadzkie Stadtrechte. Seit 1999 gehört es zum wiedergegründeten Powiat Strzelecki.

### Ehemalige Ortschaften
Auf dem Gebiet des heutigen Zawadzkie befanden sich vormals die Orte Böhme, Kunten (später Schwarzweg), Malepartus, Neuwiese, Marienrode, Philippolis, Schwierkle (später Fichte), Palästina (ab 4. September 1936 Fabrikstraße), Redwine (später Wilhelmsruh) und Eichhorst.

### Einwohnerentwicklung
Einwohnerentwicklung der Stadt Zawadzkie
| Jahr          | 1905 | 1939 | 1961 | 1971 | 2004 |
| Einwohnerzahl | 2989 | 4500 | 5446 | 7700 | 8639 |

## Sehenswürdigkeiten und Bauwerke
- Die neoromanische evangelische Martin-und-Katharina-Luther-Kirche aus dem Jahr 1894.
- Die historistische römisch-katholische Heilige-Familie-Kirche aus dem Jahr 1895.
- Die moderne römisch-katholische Herz-Jesu-Kirche.
- Schloss Kunten aus dem Jahr 1856 mit Bildungs- und Naturzentrum und Naturlehrpfaden.
- Der Hüttensee
- Der Hüttenkanal
- Die Malapane
- Stieleichenallee mit Bäumen mit einem Umfang von 220 cm bis 550 cm.
- Schlesische Traditionsstube

## Wappen
Alte Siegel und Stempel der Gemeinde zeigen kein Wappen. Das heutige Wappen ist gespalten und zeigt auf der heraldisch rechten Seite auf blauem Grund den goldenen oberschlesischen Adler. Auf der linken Seite sieht man eine Säule mit Krone in Silber und Braun, das Wappen der Adelsfamilie von Colonna und ein goldenes Förderrad auf rotem Grund. In kommunistischer Zeit wurde ein ähnliches gespaltenes Wappen verwendet. Es zeigte heraldisch rechts den goldenen oberschlesischen Adler, links ein goldenes Zahnrad. Beides auf dunkelgrünem Feld.

## Verkehr

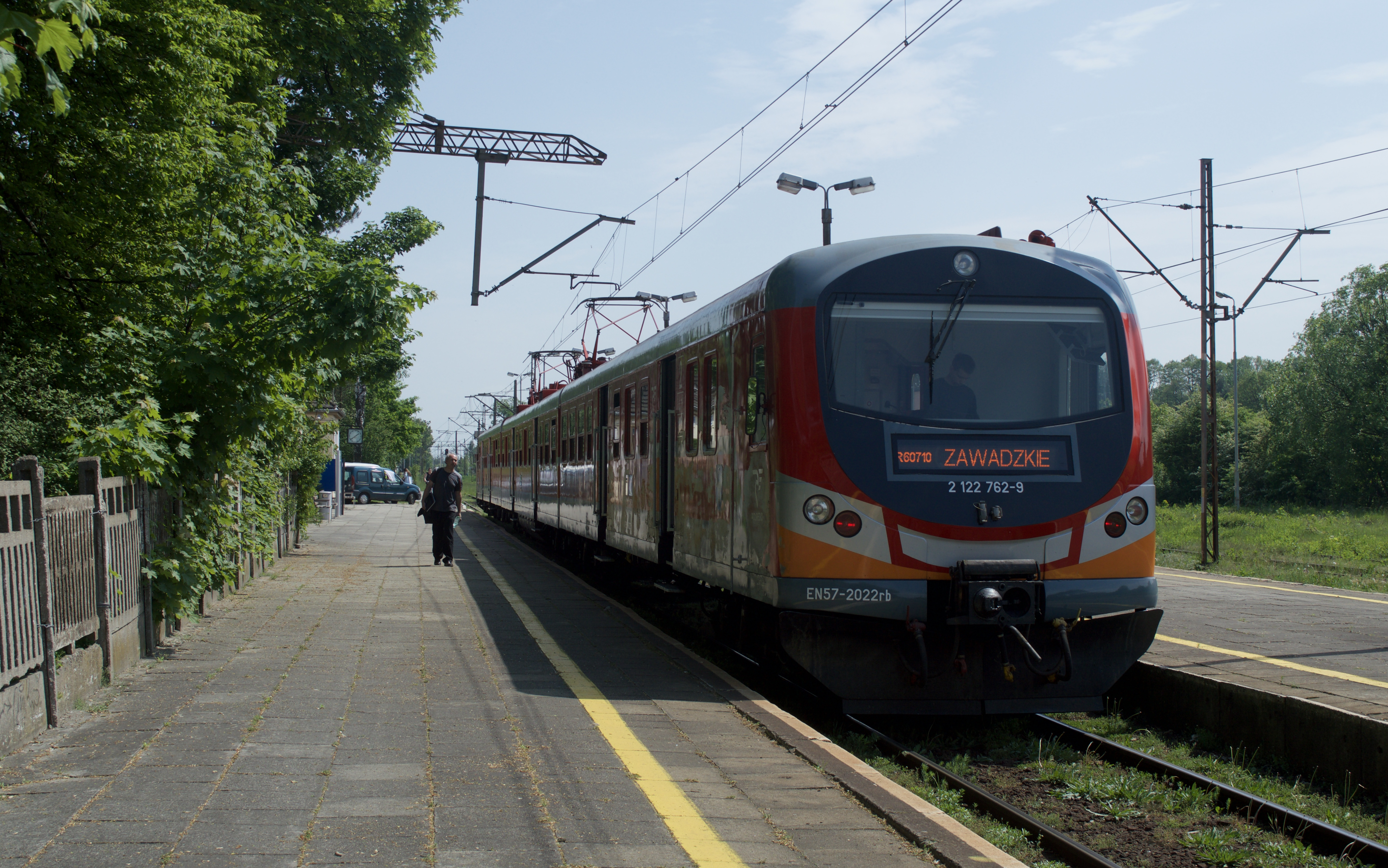
Bahnhof Zawadzkie

In Zawadzkie beginnt der Personenverkehr auf der Bahnstrecke Tarnowskie Góry–Opole Richtung Opole/Oppeln.

## Persönlichkeiten
- Eberhard Arlt (1905–1972), deutscher Funktionär der SED in der DDR
- Andreas Baingo (* 1950), ehemaliger deutscher Fußballspieler sowie späterer Sportjournalist und Buchautor
- Heinz Gernot (1921–2009), deutscher Künstler und Bildhauer
- Piotr Guzy (1922–2018), polnischer Schriftsteller
- Alfred Sosgórnik (1933–2013), polnischer Kugelstoßer
- Kurt Tudyka (* 1935), deutscher Politologe, Friedensforscher und Lehrstuhlinhaber für Politikwissenschaft und internationale Beziehungen

## Gemeinde
Der Stadt- und Landgemeinde gehören neben der namensgebenden Stadt noch zwei weitere Orte an.

### Partnerstädte
- Bockenem in Deutschland – Der Partnerschaftsakt wurde 2002 unterschrieben[5]
- Dubnica nad Váhom, Slowakei
- Otrokovice, Tschechien
- Tschortkiw, Ukraine
- Uebigau-Wahrenbrück, Deutschland